# Devica
Le mont Devica (en serbe cyrillique : Девица) est une montagne de l'est de la Serbie. Il culmine au pic de Čapljinac à une altitude de 1 138 m et se trouve dans la partie la plus méridionale des Carpates serbes.

## Géographie
Le mont Devica est situé au nord-est d'Aleksinac et au sud de Sokobanja. Il est entouré et délimité par les monts Rožanj au nord-ouest et Rtanj au nord, par le mont Ozren, avec lequel il forme un ensemble, à l'ouest et par la rivière Moravica au nord.